# Роган-Шабо, Луи-Антуан-Огюст де
Луи-Антуан-Огюст де Роган-Шабо (фр. Louis-Antoine-Auguste de Rohan-Chabot; 20 апреля 1733 — 29 ноября 1807, Париж), герцог де Шабо и де Роган, пэр Франции, принц де  Леон — французский генерал.

## Биография
Сын Ги-Огюста де Рогана-Шабо и Ивонн-Сильви Брей де Реи.
Граф де Шабо, Майи-Сеплуэ, виконт де Биньян, барон де Кергеенек и де Коэтмёр-Даудур.
Поступил на военную службу во время войны за Австрийское наследство корнетом в кавалерийский полк Рогана (4.04.1747). Кампанию того года провел на побережье Нормандии. В 1748 году участвовал в осаде Маастрихта.
Второй полковник полка Французских гренадер (25.08.1749). Кампмейстер-лейтенант Королевского Иностранного полка (2.02.1756), командовал им в битве при Хастенбеке, при взятии Миндена и Ганновера, в лагерях Клостерсевена и Целля (1757), при отступлении из Ганноверского курфюршества и в битве при Крефельде (1758), в битве при Миндене (1759), в делах под Корбахом и Варбургом, и в битве при Клостеркампене (1760).
Бригадир кавалерии (20.02.1761), в 1761—1762 годах служил на французском побережье. Кампмаршал (май 1763, со старшинством от 25.07.1762, даты патента), отставлен от командования Иностранным полком. 5 декабря 1781 был произведен в генерал-лейтенанты армий короля.
Герцог де Шабо (1782, по патенту), 8 июня 1783 пожалован в рыцари орденов короля.
В 1791 году наследовал своему бездетному двоюродному брату Луи-Мари-Бретань-Доминику как герцог де Роган.
Эмигрировал в 1790 году, обосновавшись в Брюсселе. Вернулся в 1792 году с целью поправки здоровья. В 1793-м вступил в переписку с графиней Дюбарри и был обвинен в получении от нее 200 тысяч ливров для поддержки Вандейского восстания. В 1794 году его замок Понтиви был конфискован, и герцогу пришлось продать часть владений (замок Блен, Жослен, Кергеенек) барону Империи Луи де Жанзе.
Умер в Париже и был погребен в часовне замка Ларошгийон.

## Семья
Жена (12.04.1757): Элизабет-Луиза де Ларошфуко д'Анвиль (17.06.1740—12.12.1786), дочь Жана-Батиста де Ларошфуко-Руа, герцога д'Анвиля, и Мари-Луизы-Николи де Ларошфуко, дамы де Ларошгийон
Дети:
- Александр-Луи-Огюст (3.12.1761—8.02.1816), герцог де Роган. Жена (20.06.1785): Анн-Луиза-Элизабет де Монморанси (8.07.1771—20.11.1828), дочь Анна-Леона II де Монморанси, герцога де Бофора, и Шарлотты-Анн-Франсуазы де Монморанси-Люксембург
- Арман-Шарль-Жюст (25.06.1767—3.09.1792), граф де Шабо. Убит в Париже в тюрьме Сен-Жерменского аббатства
- Александрина-Шарлотта-Софи (3.10.1763—8.12.1839). Муж 1) (28.03.1780): Луи-Александр де Ларошфуко, герцог д'Анвиль (1743—1792), ее дядя по матери; 2) (1810): граф Бонифас де Кастеллан (1758—1837)